# Hermann von Manderscheid-Blankenheim
Hermann von Manderscheid-Blankenheim (* 4. August 1535; † 4. Januar 1604 in Blankenheim) war Graf von Manderscheid-Blankenheim, Herr zu Jünkerath, Erp und Daun und stand in Diensten Rudolf II. und war ein bedeutender Sammler insbesondere antiker Altertümer.

## Leben
Sein Vater war Graf Arnold I. Die Mutter war Gräfin Margarethe von Wied-Runkel. Ein Bruder war der spätere Straßburger Fürstbischof Johann IV. von Manderscheid-Blankenheim.
„Hermannus Comes a Manderscheidt, Vernenburg & Blankenheim“ immatrikulierte sich 1558 in Ingolstadt, 1559 in Padua. Am 12. Juli 1560 trug er sich als Trierer und Kölner Domherr sowie Lütticher Kanoniker und Archidiakon in Rom in das Bruderschaftsbuch des Collegio Teutonico di Santa Maria dell’Anima ein. Zunächst war er Domherr in Köln, ehe er in den weltlichen Stand zurückkehrte und 1567 Juliana von Hanau heiratete, die Witwe des Wild- und Rheingrafen Thomas von Salm-Kirburg (1529–1549), eine Tochter von Graf Philipp III. von Hanau-Münzenberg und der Prinzessin Helena von Pfalz-Simmern. Die Ehe blieb kinderlos.
Hermann galt als gelehrt. Er stand in kaiserlicher Gunst. Rudolf II. erteilte ihm verschiedene Privilegien. Darunter war das Recht goldene und silberne Münzen zu schlagen. Auch bekam Blankenheim das Recht einen Jahrmarkt abzuhalten. Auch wurden er und seine Untertanen davon befreit vor einem fremden Gericht erscheinen zu müssen. Außerdem wurde er mit dem Fleisch-, Brot- und Tuchhäusern in Aachen belehnt. Mit dem Herzog von Jülich stritt er bis zum Reichskammergericht über den Besitz eines Waldes und die damit verbundene Lehnsherrlichkeit. Hinsichtlich der Konfession neigte er zumindest zeitweise stark dem Protestantismus zu. Er hatte 1574 den katholischen durch den lutherischen Gottesdienst ersetzt. Weil er bestrebt war, seinem Bruder Arnold die Abtswürde in der Abtei Prüm zu verschaffen, führte er die katholische Messe wieder ein, behielt aber die lutherischen Prediger in seinen Burgen und Schlössern bei. Nach dem Scheitern des Plans wurde das Luthertum wieder in der Grafschaft eingeführt. Hermann von Manderscheid war Rat des Kurfürsten Friedrich III. von der Pfalz und des Herzogs Wilhelm von Jülich-Kleve-Berg.
Im Jahr 1584 wurde er kaiserlicher Rat. Als solcher unternahm er verschiedene diplomatische Missionen. Zusammen mit dem Kurkölner Kanzler Andreas von Gail sollte er 1587 einen Streit um das Postwesen zwischen der Reichsstadt Köln und den Grafen von Taxis schlichen. Im Jahr 1594 entsandte ihn der Kaiser zum Reichstag nach Regensburg. Im Jahr 1596 war er kaiserlicher Kommissar auf dem Kreistag des niederrheinisch-westfälischen Reichskreises. Er ersuchte den Kreistag um 500 Reiter für den Türkenkrieg des Kaisers. Im selben Jahr war er auch auf dem Kurkölner Landtag anwesend. In kaiserlichen Auftrag übernahm er mit anderen  eine gescheiterte Gesandtschaft nach Holland, um Friedensverhandlungen zwischen den aufständischen Generalstaaten und dem spanischen König zu vermitteln.
Er war an der Geschichte insbesondere der römischen Zeit interessiert. Mit zahlreichen gleichgesinnten Gelehrten stand Graf Hermann im Austausch. Er hat angeregt, die in römischer Zeit aus der Eifel nach Köln führende Wasserleitung zu untersuchen. Er legte eine große Sammlung römischer Altertümer, wertvoller mittelalterlicher Handschriften, Miniaturen, Reliquien und auch Archivalien an. Er wandte insbesondere große finanzielle Mittel auf, um römische Altertümer aufzukaufen. Die damals bekannte Lyskirchen'sche Sammlung hat er vollständig angekauft. Diese bewahrte er auf Burg Blankenheim auf oder ließ sie im Garten von Schloss Jünkerath aufstellen. Im Zuge der französischen Besetzung während des ersten Koalitionskrieges wurde die Sammlung teilweise geraubt und teilweise verstreut. Einige der Handschriften befanden sich später in der Wallraf'schen Bibliothek in Köln, andere im Wallraf-Richartz Museum. Heute befinden sich einige Bestandteile der Antikensammlung im Römisch-Germanischen Museum in Köln und dem Rheinischen Landesmuseum in Bonn.
Da er kinderlos starb, folgte ihm sein Bruder Arnold II. als Landesherr nach.